# پاده لغری
پاده لغری (به لاتین: Padeh-ye Laghari) یک منطقهٔ مسکونی در افغانستان است که در ولایت بادغیس واقع شده‌است.